# Hormiscium aequatoriense
Hormiscium aequatoriense är en svampart som beskrevs av Petr. 1950. Hormiscium aequatoriense ingår i släktet Hormiscium, divisionen sporsäcksvampar och riket svampar.   Inga underarter finns listade i Catalogue of Life.